# Medemschleuse
Die Medemschleuse an der Medem in der niedersächsischen Samtgemeinde Land Hadeln, Gemeinde Otterndorf im Landkreis Cuxhaven, stammt aus der zweiten Hälfte des 19. Jahrhunderts. Aktuell (2024) ist sie im Betrieb.
Die Schleusenanlage steht unter Denkmalschutz (siehe auch Liste der Baudenkmale in Otterndorf).

## Geschichte und Beschreibung
Otterndorf war der Hauptort des Landes Hadeln. 1400 erhielt er von Herzog Erich von Sachsen-Lauenburg das Stadtrecht. Das Gelände liegt zumeist unter dem mittleren Tidehochwasser.

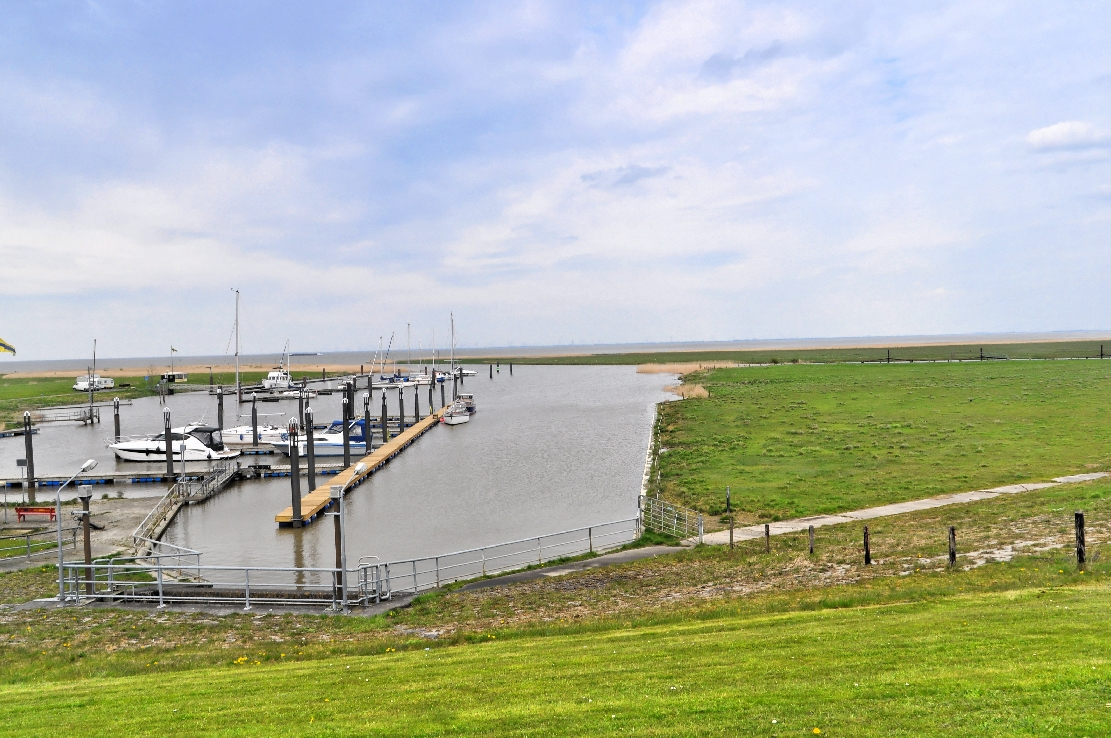
Wasserbecken

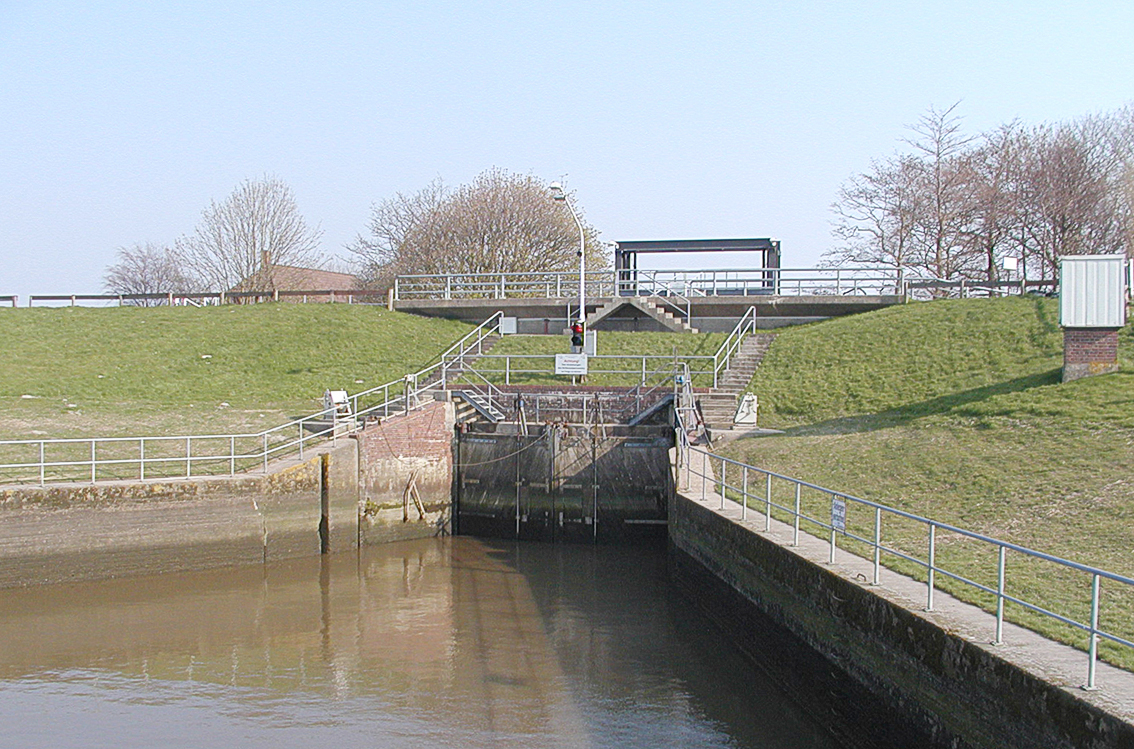
Schleuse

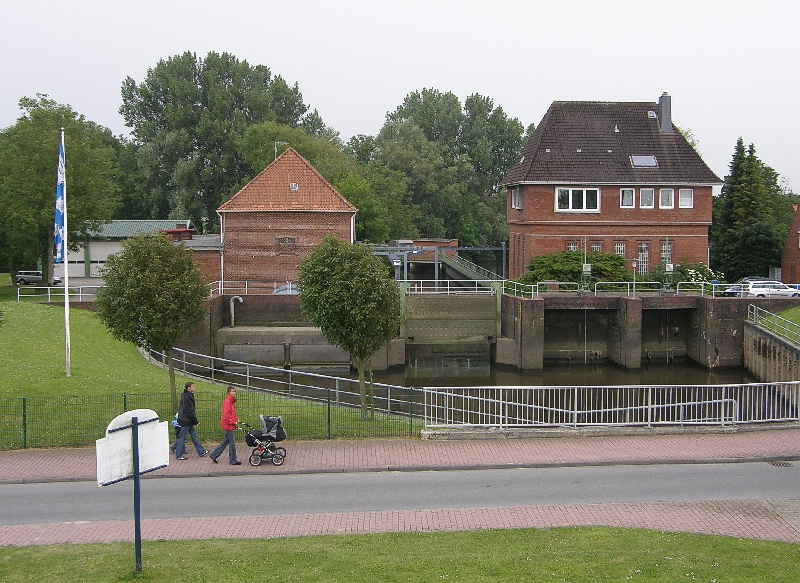
Schöpfwerk I

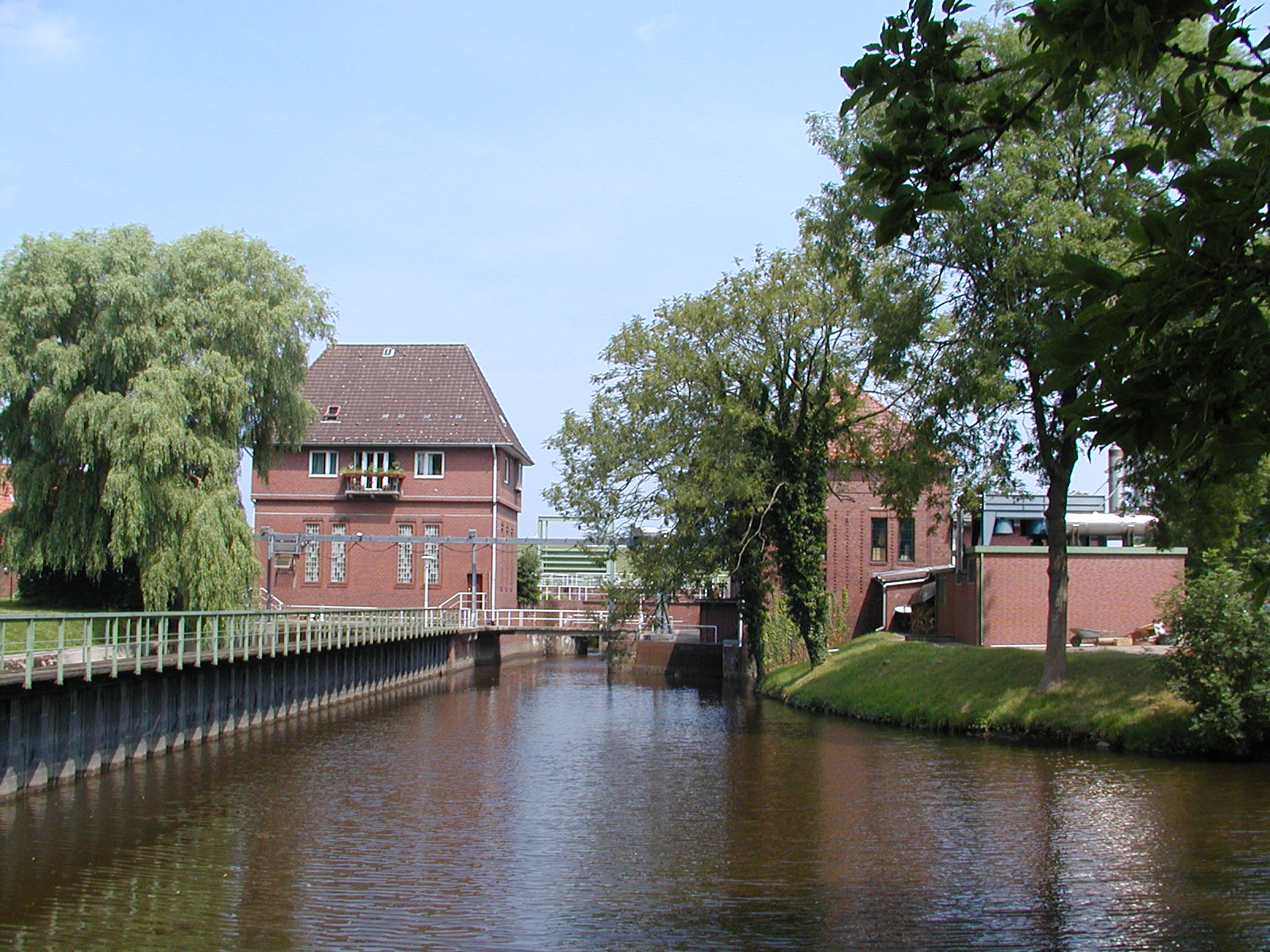
Schöpfwerk II, Binnenseite: Links Elektroschöpfwerk, rechts Dieselschöpfwerk

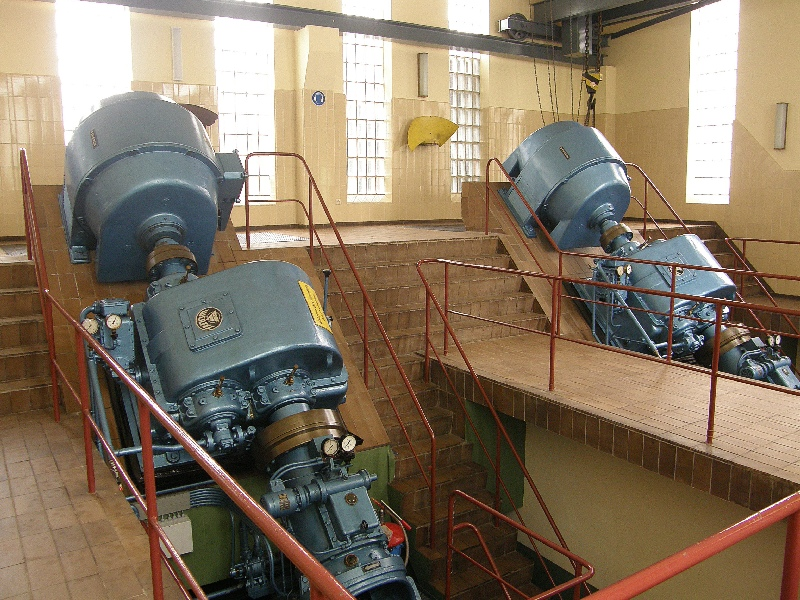
Schöpfwerk

Die Abführung des Wassers in den Niederungen der Küstengebiete ist schwierig, da es nur ein geringes Gefälle gibt. In den 1920er und 1930er Jahren baute man in den Niederungsgebieten mehrere Schöpfwerke, die das Wasser in die Haupt- oder Vorfluter der jeweils nächsten Höhenstufe pumpen sollten. Die Bauten sind einheitlich aus Backstein und zumeist mit leichten Anklängen an expressionistische Architekturformen gestaltet, jedes jedoch für sich individuell. Die  neue Medemschleuse wurde an der Stelle der alten Mittelschleuse gebaut. Die Durchlässe der beiden anderen Schleusen wurden zugedeicht.
Diese Anlage besteht aus
- der Medemschleuse 1961–64 mit Wasserbecken und ersetztem Schleusentor von 1994; Schleusenkammer im Deichkörper verborgen, erhält aber Tageslicht durch ein Fenster,[2]
- dem Schöpfwerk I von 1929 als eingeschossiger Backsteinbau mit ziegelgedecktem Walmdach; mit Backsteinschmuck als Lisenen und Fensterrahmungen sowie zahlreichen rechteckigen Fenstern; es entwässert vorrangig den Kanal zum Hadelner Kanal,[3]
- dem Wasserbecken zwischen Schöpfanlage und dem Deich,[4]
- dem Wasserbecken nördlich der Sieltore,[5]
- dem Schöpfwerk II von 1953/55 (Inschrift) als zweigeschossiger Backsteinbau mit ziegelgedecktem Walmdach und Erdgeschoss mit großen Fenstern. Erbaut als Ergänzungsschöpfwerk, das vorrangig die Medem  entwässert.[6]

Knapp hinter dem Deich verbindet seit 1956 ein schmaler Kanal, der sogenannte Durchstich, den Hadelner Kanal mit der Medem, damit das Schöpfwerk auch den Kanal entwässern kann.
Das Landesdenkmalamt befand u. a.: „… Die Erhaltung der Gesamtanlage liegt aus geschichtlichen und städtebaulichen Gründen wegen des orts- und technikgeschichtlichen, anlagentypischen und landschaftsbildprägenden Zeugniswerts und als Teil der Kulturlandschaft Hadelner Land im öffentlichen Interesse.“